# Wanne (Einheit)
Die Wanne war im Königreich Württemberg ein altes Volumenmaß. Es galt als Heumaß.
Sein Maß war ein Kubus von je 8 Fuß in seinen Ausdehnungen und war 1806 gesetzlich festgelegt worden. Unter dieser Bedingung war 1 Wanne = 512 Kubikfuß (württembergischer) = 1100 Pfund.
Es gab Halbe Wannen (256 Kubikfuß) und Viertelwannen (128 Kubikfuß). Der Kubus hatte entsprechend nur eine Höhe von vier, beziehungsweise von zwei Fuß (unter Beibehaltung der Grundfläche).
- 1 Wanne Heu = 12,039257 Kubikmeter[2]